# KB國民銀行
KB國民銀行（韓語：KB국민은행），簡稱國民銀行，是韓國最大的商业银行。直至2006年，該行在全韓擁有1,132間分支機構；而在纽约、伦敦、东京、香港、奧克蘭、廣州等世界主要國際金融城市亦設立有營業性海外分支機構。
2001年，在亞洲金融風暴以後，舊國民銀行遵照韓國政府指示與韓國住宅銀行合併，成為現在的的國民銀行，該銀行同時也亦發行彩券。

## 官方網站
- Kookmin Bank Homepage（页面存档备份，存于）
- Kookmin Bank Business Release（页面存档备份，存于）
- Yahoo! Finance page for KB（页面存档备份，存于）
- Yahoo! Finance page for 060000.KS（页面存档备份，存于）